# Винетка (Илиноис)
Винетка (енгл. Winnetka) град је у америчкој савезној држави Илиноис.

## Демографија
По попису из 2010. године број становника је 12.187, што је 232 (-1,9%) становника мање него 2000. године.
| Група             | 2000.          | 2010.          |
| Белци             | 11.848 (95,4%) | 11.334 (93,0%) |
| Афроамериканци    | 31 (0,2%)      | 33 (0,3%)      |
| Азијати           | 302 (2,4%)     | 403 (3,3%)     |
| Хиспаноамериканци | 156 (1,3%)     | 271 (2,2%)     |
| Укупно            | 12.419         | 12.187         |